# Jordan Minev
Jordan Miltsjev Minev (Bulgaars: Йордан Милчев Минев) (Pazardzjik, 14 oktober 1980) is een Bulgaars voormalig voetballer die doorgaans speelde als rechtsback. Tussen 2001 en 2022 was hij actief voor Hebar Pazardzjik, Belasitsa Petritsj, Rodopa Smoljan, opnieuw Hebar Pazardzjik, Botev Plovdiv, CSKA Sofia, opnieuw Botev Plovdiv, Loedogorets Razgrad, opnieuw Botev Plovdiv, Tsarsko Selo, Vitosja Bistritsa, Spartak Plovdiv, opnieuw Hebar Pazardzjik en Vihren Sandanski. Minev maakte in 2008 zijn debuut in het Bulgaars voetbalelftal en kwam uiteindelijk tot vierentwintig interlandoptredens.

## Clubcarrière
Minev speelde voor Hebar Pazardzjik en via Belasitsa Petritsj en Rodopa Smoljan keerde de verdediger terug bij Hebar. In 2005 verkaste hij naar Botev Plovdiv. De Bulgaarse kampioen CSKA Sofia nam de verdediger over in januari 2009 en Minev werd al snel eerste keus als rechtsachter. In maart 2011 had hij zijn plaats echter verloren en mocht hij vertrekken. Na een korte periode bij Botev Plovdiv, tekende hij later dat jaar een contract bij Loedogorets Razgrad. Na zes seizoenen dienst bij Loedogorets stapte Minev in de zomer van 2017 over naar Botev Plovdiv, waar hij ging beginnen aan zijn derde periode. Hij zette zijn handtekening onder een verbintenis voor de duur van één seizoen. Het contract van Minev werd na één seizoen met een jaar verlengd tot medio 2019. In januari 2019 verkaste de vleugelverdediger naar Tsarsko Selo. Via Vitosja Bistritsa en Spartak Plovdiv keerde hij medio 2021 terug bij Hebar Pazardzjik en een jaar later werd Vihren Sandanski zijn nieuwe club. In september 2022 besloot Minev op tweeënveertigjarige leeftijd een punt te zetten achter zijn actieve loopbaan.

## Interlandcarrière
Zijn debuut in het Bulgaars voetbalelftal maakte Minev op 19 november 2007, toen met 6–1 verloren werd van Servië. Van bondscoach Plamen Markov mocht de verdediger tijdens de tweede helft invallen. Pas vier jaar later speelde hij zijn tweede interland, toen met 1–2 gewonnen werd van Nederland.
| Interlands van Jordan Minev voor Bulgarije | Interlands van Jordan Minev voor Bulgarije | Interlands van Jordan Minev voor Bulgarije | Interlands van Jordan Minev voor Bulgarije | Interlands van Jordan Minev voor Bulgarije | Interlands van Jordan Minev voor Bulgarije |
| №                                          | Datum                                      | Wedstrijd                                  | Uitslag                                    | Competitie                                 | Goals                                      |
| Als speler van Botev Plovdiv               | Als speler van Botev Plovdiv               | Als speler van Botev Plovdiv               | Als speler van Botev Plovdiv               | Als speler van Botev Plovdiv               | Als speler van Botev Plovdiv               |
| ------------------------------------------ | ------------------------------------------ | ------------------------------------------ | ------------------------------------------ | ------------------------------------------ | ------------------------------------------ |
| 1                                          | 19 november 2008                           | Servië – Bulgarije                         | 6 – 1                                      | Vriendschappelijk                          |                                            |
| Als speler van Loedogorets Razgrad         |                                            |                                            |                                            |                                            |                                            |
| 2                                          | 26 mei 2012                                | Nederland – Bulgarije                      | 1 – 2                                      | Vriendschappelijk                          |                                            |
| 3                                          | 15 augustus 2012                           | Bulgarije – Cyprus                         | 1 – 0                                      | Vriendschappelijk                          |                                            |
| 4                                          | 7 september 2012                           | Bulgarije – Italië                         | 2 – 2                                      | WK 2014 kwalificatie                       |                                            |
| 5                                          | 11 september 2012                          | Bulgarije – Armenië                        | 1 – 0                                      | WK 2014 kwalificatie                       |                                            |
| 6                                          | 12 oktober 2012                            | Bulgarije – Denemarken                     | 1 – 1                                      | WK 2014 kwalificatie                       |                                            |
| 7                                          | 16 oktober 2012                            | Tsjechië – Bulgarije                       | 0 – 0                                      | WK 2014 kwalificatie                       |                                            |
| 8                                          | 14 november 2012                           | Bulgarije – Oekraïne                       | 0 – 1                                      | Vriendschappelijk                          |                                            |
| 9                                          | 22 maart 2013                              | Bulgarije – Malta                          | 6 – 0                                      | WK 2014 kwalificatie                       |                                            |
| 10                                         | 30 mei 2013                                | Japan – Bulgarije                          | 0 – 2                                      | Vriendschappelijk                          |                                            |
| 11                                         | 4 juni 2013                                | Kazachstan – Bulgarije                     | 1 – 2                                      | Vriendschappelijk                          |                                            |
| 12                                         | 14 augustus 2013                           | Macedonië – Bulgarije                      | 2 – 0                                      | Vriendschappelijk                          |                                            |
| 13                                         | 6 september 2013                           | Italië – Bulgarije                         | 1 – 0                                      | WK 2014 kwalificatie                       |                                            |
| 14                                         | 11 oktober 2013                            | Armenië – Bulgarije                        | 2 – 1                                      | WK 2014 kwalificatie                       |                                            |
| 15                                         | 15 oktober 2013                            | Bulgarije – Tsjechië                       | 0 – 1                                      | WK 2014 kwalificatie                       |                                            |
| 16                                         | 5 maart 2014                               | Bulgarije – Wit-Rusland                    | 2 – 1                                      | Vriendschappelijk                          |                                            |
| 17                                         | 10 oktober 2014                            | Bulgarije – Kroatië                        | 0 – 1                                      | EK 2016 kwalificatie                       |                                            |
| 18                                         | 13 oktober 2014                            | Bulgarije – Noorwegen                      | 2 – 1                                      | EK 2016 kwalificatie                       |                                            |
| 19                                         | 28 maart 2015                              | Bulgarije – Italië                         | 2 – 2                                      | EK 2016 kwalificatie                       |                                            |
| 20                                         | 8 juni 2015                                | Turkije – Bulgarije                        | 4 – 0                                      | Vriendschappelijk                          |                                            |
| 21                                         | 12 juni 2015                               | Malta – Bulgarije                          | 0 – 1                                      | EK 2016 kwalificatie                       |                                            |
| 22                                         | 3 september 2015                           | Bulgarije – Noorwegen                      | 0 – 1                                      | EK 2016 kwalificatie                       |                                            |
| 23                                         | 6 september 2015                           | Italië – Bulgarije                         | 1 – 0                                      | EK 2016 kwalificatie                       |                                            |
| 24                                         | 13 oktober 2015                            | Bulgarije – Azerbeidzjan                   | 2 – 0                                      | EK 2016 kwalificatie                       |                                            |

## Erelijst
| Competitie               |                     |                                             |                     |                     |
| Competitie               | Aantal              | Jaren                                       |                     |                     |
| Loedogorets Razgrad      | Loedogorets Razgrad | Loedogorets Razgrad                         | Loedogorets Razgrad | Loedogorets Razgrad |
| ------------------------ | ------------------- | ------------------------------------------- | ------------------- | ------------------- |
| Parva Liga               | 5                   | 2011/12, 2012/13, 2013/14, 2014/15, 2015/16 |                     |                     |
| Koepa na Balgarija       | 2                   | 2011/12, 2013/14                            |                     |                     |
| Soeperkoepa na Balgarija | 2                   | 2012/13, 2014/15                            |                     |                     |
| Botev Plovdiv            |                     |                                             |                     |                     |
| Soeperkoepa na Balgarija | 1                   | 2017/18                                     |                     |                     |
| Tsarsko Selo             |                     |                                             |                     |                     |
| Vtora Liga               | 1                   | 2018/19                                     |                     |                     |